# Medaglia Lorentz
La medaglia Lorentz è un riconoscimento assegnato ogni quattro anni della Accademia reale delle arti e delle scienze dei Paesi Bassi. È stata fondata nel 1925, in occasione del 50º anniversario del dottorato di Hendrik Lorentz. La medaglia viene assegnata per importanti contributi alla fisica teorica, anche se in passato ci sono stati alcuni sperimentatori tra i suoi destinatari.
Molti dei vincitori hanno poi ricevuto il premio Nobel.

## Destinatari
| Anno | Destinatari                        |
| ---- | ---------------------------------- |
| 2022 | Daan Frenkel                       |
| 2018 | Juan Martín Maldacena              |
| 2014 | Michael Berry                      |
| 2010 | Edward Witten                      |
| 2006 | Leo P. Kadanoff                    |
| 2002 | Frank Wilczek                      |
| 1998 | Carl E. Wieman and Eric A. Cornell |
| 1994 | Alexander Polyakov                 |
| 1990 | Pierre-Gilles de Gennes            |
| 1986 | Gerard 't Hooft                    |
| 1982 | Anatole Abragam                    |
| 1978 | Nicolaas Bloembergen               |
| 1974 | John H. van Vleck                  |
| 1970 | George Uhlenbeck                   |
| 1966 | Freeman J. Dyson                   |
| 1962 | Rudolph E. Peierls                 |
| 1958 | Lars Onsager                       |
| 1953 | Fritz London                       |
| 1947 | Hendrik Anthony Kramers            |
| 1939 | Arnold Sommerfeld                  |
| 1935 | Peter Debye                        |
| 1931 | Wolfgang Pauli                     |
| 1927 | Max Planck                         |